# Gauliga Nordmark 1939/40
De Gauliga Nordmark 1939/40 was het zevende voetbalkampioenschap van de Gauliga Nordmark. De Gauliga werd in twee groepen verdeeld en de twee groepswinnaars bekampten elkaar in de finale die door Eimsbütteler TV gewonnen werd. De club plaatste zich voor de eindronde om de Duitse landstitel, waar de club tweede werd in zijn groep en uitgeschakeld was.
Phönix Lübeck trok zich tijdens het seizoen terug.

## Gauliga

### Groep 1
| Plaats | Club                   | Wed. | W | G | V | Saldo | Ptn   |
| ------ | ---------------------- | ---- | - | - | - | ----- | ----- |
| 1.     | Hamburger SV           | 10   | 8 | 2 | 0 | 39:09 | 18:02 |
| 2.     | SC Victoria Hamburg    | 10   | 6 | 0 | 4 | 34:29 | 12:08 |
| 3.     | SV Polizei Lübeck      | 10   | 3 | 3 | 4 | 22:25 | 09:11 |
| 4.     | FC Borussia 04 Harburg | 10   | 4 | 0 | 6 | 25:27 | 08:12 |
| 5.     | SC Concordia Hamburg   | 10   | 3 | 1 | 6 | 22:33 | 07:13 |
| 6.     | FC St. Pauli           | 10   | 2 | 2 | 6 | 15:34 | 06:14 |

### Groep 2
| Plaats | Club                          | Wed.           | W              | G              | V              | Saldo          | Ptn            |
| ------ | ----------------------------- | -------------- | -------------- | -------------- | -------------- | -------------- | -------------- |
| 1.     | Eimsbütteler TV               | 10             | 8              | 1              | 1              | 38:13          | 17:03          |
| 2.     | Altonaer FC 1893 Borussia     | 10             | 7              | 0              | 3              | 30:22          | 14:06          |
| 3.     | Kieler SV Holstein            | 10             | 5              | 1              | 4              | 30:31          | 11:09          |
| 4.     | Barmbecker SG                 | 10             | 4              | 2              | 4              | 24:24          | 10:10          |
| 5.     | KSG Sperber/St. Georg Hamburg | 10             | 2              | 2              | 6              | 17:31          | 06:14          |
| 6.     | SK Komet Hamburg              | 10             | 1              | 0              | 9              | 15:33          | 02:18          |
| 7.     | Lübecker BV Phönix 03         | Teruggetrokken | Teruggetrokken | Teruggetrokken | Teruggetrokken | Teruggetrokken | Teruggetrokken |

|  | Geplaatst voor finale |
|  | Degradatie            |

## Finale
Heen
|               |                 |       |              |  |
| 28 april 1940 | Eimsbütteler TV | 4 – 1 | Hamburger SV |  |
| 28 april 1940 |                 |       |              |  |

Terug
|            |              |       |                 |  |
| 8 mei 1940 | Hamburger SV | 0 – 6 | Eimsbütteler TV |  |
| 8 mei 1940 |              |       |                 |  |

## Promotie-eindronde
| Plaats | Club                 | Wed. | Saldo | Ptn. |
| ------ | -------------------- | ---- | ----- | ---- |
| 1.     | FV 1909 Wilhelmsburg | 4    | 19:4  | 7:1  |
| 2.     | Fortuna Glückstadt   | 4    | 14:7  | 5:3  |
| 3.     | VfB Kiel             | 4    | 7:8   | 4:4  |
| 4.     | Vorwärts Billstedt   | 4    | 9:19  | 2:6  |
| 5.     | Schweriner SV 03     | 4    | 6:17  | 2:6  |

|  | Promotie |